# H2O (kunstwerk)
H2O ook wel De Waterdruppel is een kunstwerk in het Zeisterbos bij Zeist. 
Kunstenaar Ronald van der Meijs geeft vaker scheikundige namen aan zijn werk. Het kunstwerk kwam tot stand door samenwerking van de stichting Fluid Future, het Utrechts Landschap, Nationaal Park Utrechtse Heuvelrug en de provincie Utrecht. Het semipermanente kunstwerk zal vanaf 16 maart 2023 tien jaar lang te zien zijn.

## Verdroging
Het beeld wil bezoekers bewust te maken van de rol van het bos in de watervoorziening in tijden van klimaatveranderingen. Het vasthouden van water maakt dat bomen kunnen groeien en flora en fauna floreren. Door verdroging zakt het grondwaterpeil op de Utrechtse Heuvelrug waardoor bomen niet meer bij het water kunnen. De bomen verzwakken daardoor en worden vatbaarder voor ziektes en sterven.

## Leidingstelsel
Het kunstwerk visualiseert het opgepompte bronwater in de waterleidingen door de vorm (druppel), de materie (rvs buizen en kraantjes) en geluid (druppels). 
De installatie is aangesloten op het waterleidingnetwerk van Zeist. De kunstenaar vergelijkt dat netwerk met de wortelstelsels van de bomen in het bos. De waterleiding vormt dan ook de ‘huid’ van de druppel. De sculptuur is aangesloten op een aangelegde waterleiding en spuit steeds drie minuten lang, vijf keer per dag. De installatie geeft op die manier elke dag 130 liter water terug aan de natuur. 130 Liter is het dagelijkse verbruik van de gemiddelde Nederlander. 
In de sculptuur druppelt het water overdag op klankschalen en dit geluid is vergelijkbaar met het druppelen van een kraan.

## Sprengkop
In de sprengkop borrelt grondwater omhoog afkomstig van de Utrechtse Heuvelrug. Vanaf de sprengkop werd het water naar de vijvers gevoerd van buitenhuizen als Hoog Beek en Royen en Pavia. De meeste sprengen op de Utrechtse Heuvelrug zijn door de daling van het grondwater opgedroogd. Ook deze natuurlijke waterbron is in de loop der jaren bijna droog komen te liggen en functioneert niet meer als voedingsbron voor de sprengen. 

Naast de inhoudelijke en symbolische waarde heeft de druppel in de sprengkop ook een visuele waarde als ‘druppel in een kom’. 